# Calandrella erlangeri
Calandrella erlangeri là một loài chim trong họ Alaudidae. Một số tác giả coi loài này là phân loài của sơn ca Blanford.
Đây là loài đặc hữu của vùng cao nguyên ở Ethiopia. Tên của loài chim này để tưởng nhớ nhà điểu học người Đức Carlo von Erlanger.